# Erik von Loewis
Erik Richard Michael Adalbert von Loewis of Menar (né le 22 février 1904 à Tartu, mort le 5 novembre 1986 à Berlin-Ouest) est un acteur et metteur en scène allemand.

## Biographie
Issue de la famille noble Löwis of Menar, il fait des études de droit à Kiel, Greifswald et Münster. Il travaille ensuite comme cadre de Boden Bank.
En 1935, Loewis décide d'être acteur et commence au Kurmärkischen Landestheater. De 1936 à 1938, il se forme auprès de Lilly Ackermann (de) et a de petits rôles au cinéma. Après sa formation, il joue dans les théâtres de Neisse, Polanica-Zdrój, Magdebourg, Brême et Gera. Il incarne le plus souvent le bouffon ou le bon vivant. En 1943, Erik von Loewis est mobilisé, il sert dans les transports pendant la Seconde Guerre mondiale.
Après la guerre, il reprend le théâtre et est metteur en scène à Düsseldorf et Munich. Il s'installe à Berlin en 1947 et travaille pour la Volksbühne et le cinéma. Loewis est principalement actif pour la DEFA jusqu'à la création de l'État fédéral puis tourne uniquement dans les films ouest-allemands à partir de 1951 et la télévision. Par ailleurs, il est comédien pour les radios RIAS, NWDR et SFB. Il participe également aux radio et télévision scolaires.
Grâce à son charisme aristocratique et à son caractère angulaire, Loewis est principalement concerné par des (petits) rôles de maître. Il joue souvent des nobles et des officiers, qu'il conçoit avec une grande dignité à cause de son habitus.

## Filmographie

### Cinéma
- 1937 : Fridericus : Stabsoffizier
- 1937 : La Folle Imposture
- 1937 : Le Drapeau jaune : Schiffssteward
- 1937 : Le mari qu'il me faut : Linienerichter (non crédité)
- 1938 : Das indische Grabmal (Le Tombeau hindou) : Reporter
- 1938 : Der Mann, der nicht nein sagen kann : Guilio, Elsas Bruder
- 1938 : En fils de soie : Begleiter Eickhoffs bei der Hochzeitstafel
- 1938 : Pour le Mérite
- 1948 : Ballade berlinoise
- 1948 : Grube Morgenrot
- 1948 : Und wieder 48 : Adjutant des Königs
- 1949 : Der Biberpelz
- 1949 : Quartett zu fünft : Oberarzt
- 1949 : The Blue Swords : Leutnant von Kittwitz
- 1949 : Träum' nicht, Annette : Monsieur Picard
- 1949 : Und wenn's nur einer wär' : Vorsitzender im Gericht
- 1950 : Bürgermeister Anna : Lehrer Schmidt
- 1954 : Die Hexe
- 1955 : Die Barrings : Hofrat Herbst
- 1955 : Oberwachtmeister Borck : Kriminalhauptkommissar Dr. Kopp
- 1956 : Anastasia: The Czar's Last Daughter : Baron Valepp
- 1956 : L'Espion de la dernière chance : Schäfer
- 1957 : Der Adler vom Velsatal
- 1957 : Le Renard de Paris : Gen. Eisner
- 1958 : La Fille Rosemarie : von Killenschiff
- 1958 : Les Chiens sont lâchés
- 1959 : Bezaubernde Arabella
- 1959 : Chiens, à vous de crever !
- 1959 : Filles de proie
- 1959 : La Belle et l'Empereur : General Seidelbast (non crédité)
- 1960 : Le Dernier Témoin : Mitglied von Rameils Gesellschaft
- 1961 : Eine hübscher als die andere
- 1963 : L'Énigme du serpent noir : Juwelier
- 1965 : Die fromme Helene : Bürgermeister Hartlaub
- 1965 : DM-Killer : Mr. von Bredow
- 1966 : Lange Beine – lange Finger : Anwalt
- 1966 : Playgirl
- 1972 : Liebe Mutter, mir geht es gut

### Télévision

#### Séries télévisées
- 1967 : Herr Schrott verwertet sich
- 1969 : Meine Schwiegersöhne und ich
- 1973 : Drüben bei Lehmanns
- 1975 : Der Stechlin : Baron Beetz
- 1976 : Ein Fall für Stein : Professor Dr. Dr. Winter
- 1978 : Ein Mann will nach oben

#### Téléfilms
- 1954 : Zwischenfall im Roxy : Varieté-Direktor
- 1960 : Der Prozeß Mary Dugan : Henry Plaisted
- 1961 : Wie einst im Mai : Diener 1900
- 1962 : Jeder stirbt für sich allein
- 1963 : Ein Windstoß : Dr. Soldini
- 1963 : Krach im Hinterhaus : Staatsanwalt
- 1965 : Der Fall Harry Domela : Baron Trettenberg
- 1966 : Der Zauberer Gottes
- 1966 : Standgericht : Zeuge von Melnitz
- 1967 : Gespensterquartett - Eine musikalische Spukgeschichte
- 1967 : Hugenberg - Gegen die Republik : Major von Stein
- 1981 : Die Wildente : Graberg